# Flint Town United
Der Flint Town United Football Club (walisisch: Clwb Pêl-droed Unedig Tref y Fflint) ist ein walisischer Fußballverein aus Flint in Nordwales.

## Geschichte
Als Gründungsjahr des Vereines gilt heute das Jahr 1886, als der Flint Town FC gegründet wurde. De jure entstand aber der heutige Flint Town United erst 1946, als sich Flint Town FC mit Flint Athletic zusammenschloss. Danach spielte der Verein einige Jahre im Ligen in Cheshire Fußball, ehe er seine Aktivitäten auf walisische Wettbewerbe verlagerte. Bereits 1953 wurde der Verein Sieger des Welsh Cups. Zur Saison 1987/88 trat der Saison der Welsh Alliance League bei und wurde bereits eine Saison Spielzeit Meister. 1990/91 gehörte Flint Town United dann zu den Gründungsmitgliedern der Cymru Alliance, deren erste Saison sie als Meister beendeten. Nach einigen Jahren in der höchsten walisischen Liga kehrte der Verein in die Cymru Alliance zurück. In dieser konnte der Verein 2009/10 und 2018/19 den zweiten Platz belegen. Als die Liga 2019 aufgesplittet wurde, wurde Flint Town United Teil der Cymru North, deren erste Saison sie auf Platz 2 beendeten. Dies reichte für den Aufstieg in die Cymru Premier.